# Тостаган
Тостаган (каз. тостаған) — небольшой сосуд без ручек, полусферической формы, используемый в культуре народов Казахстана и Средней Азии для сервировки пищи или напитков. Известна со второй половины 1-го тысячелетия до нашей эры. По форме напоминают объёмную низкую пиалу. Отличительный признак — цельно-долблёная из куска дерева.

## Форма
Форма тостагана связана с кочевым образом жизни. Округлая форма без ручек позволяла складывать такую посуду особенно компактно, одну в другую, что было немаловажно в кочевых условиях.

## Современное изготовление
Современные пиалы изготовляются преимущественно фабричным способом из керамики или металлов, и других материалов.

## Распространение
Данная посуда особенно широко применяется в Казахстане, реже — в Средней Азии и сопредельных с ней областях.

## Занимательные факты
Слово достаканъ встречается в русской грамоте 1356 года и в Духовной грамоте Ивана Калиты (умер в 1340 году). Тостакан (низкая круглая посуда типа пиалы).
По мнению ряда филологов, именно от слова тостакан происходит слово тост, а не от английского toast. Тост произносился именно, когда поднимали сосуд с питьём, представляется маловероятным, что это слово произошло от названия поджаренного хлеба. Таким образом, и стакан и тост предположительно происходят от слова тостакан. В настоящее время тостаган достаточно широко распространён в Казахстане, используется чаще для подачи кумыса и представляет собой деревянную посуду, по форме напоминающую нечто между пиалой и миской.